# Saint-Maxent
Saint-Maxent és un municipi francès situat al departament del Somme i a la regió dels Alts de França. L'any 2018 tenia 393 habitants.

## Demografia

### Població

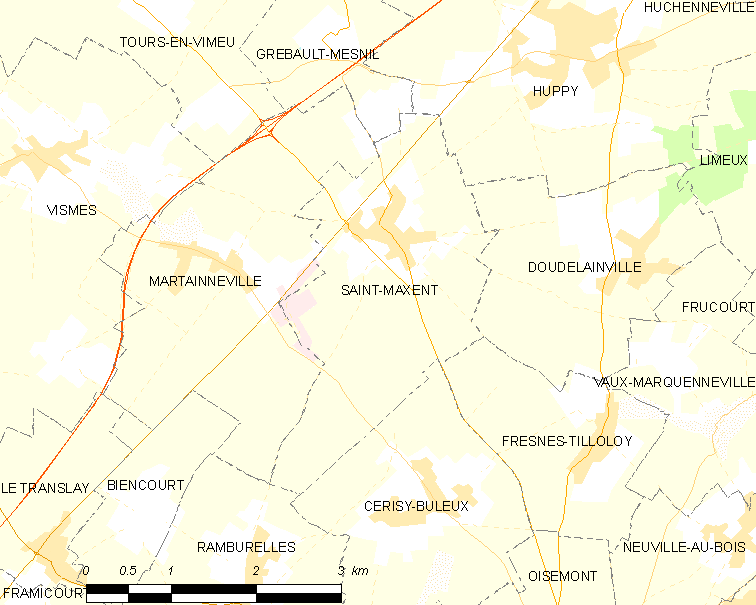

El 2007 la població de fet de Saint-Maxent era de 389 persones. Hi havia 144 famílies de les quals 38 eren unipersonals (27 homes vivint sols i 11 dones vivint soles), 34 parelles sense fills, 61 parelles amb fills i 11 famílies monoparentals amb fills.
La població ha evolucionat segons el següent gràfic:
Habitants censats

### Habitatges

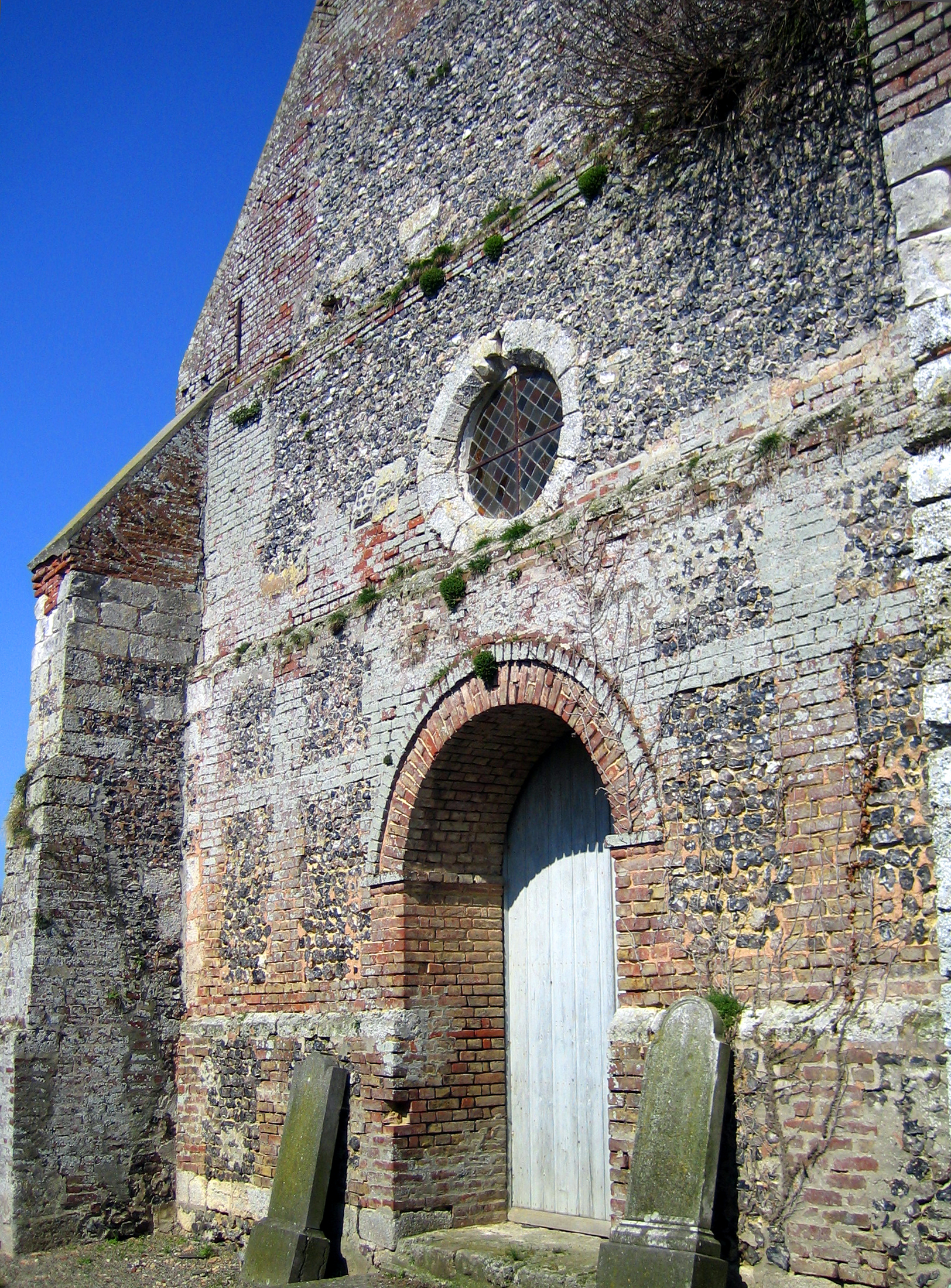

El 2007 hi havia 171 habitatges, 144 eren l'habitatge principal de la família, 15 eren segones residències i 12 estaven desocupats. Tots els 170 habitatges eren cases. Dels 144 habitatges principals, 113 estaven ocupats pels seus propietaris, 27 estaven llogats i ocupats pels llogaters i 5 estaven cedits a títol gratuït; 1 tenia una cambra, 2 en tenien dues, 17 en tenien tres, 36 en tenien quatre i 88 en tenien cinc o més. 89 habitatges disposaven pel capbaix d'una plaça de pàrquing. A 61 habitatges hi havia un automòbil i a 70 n'hi havia dos o més.

### Piràmide de població

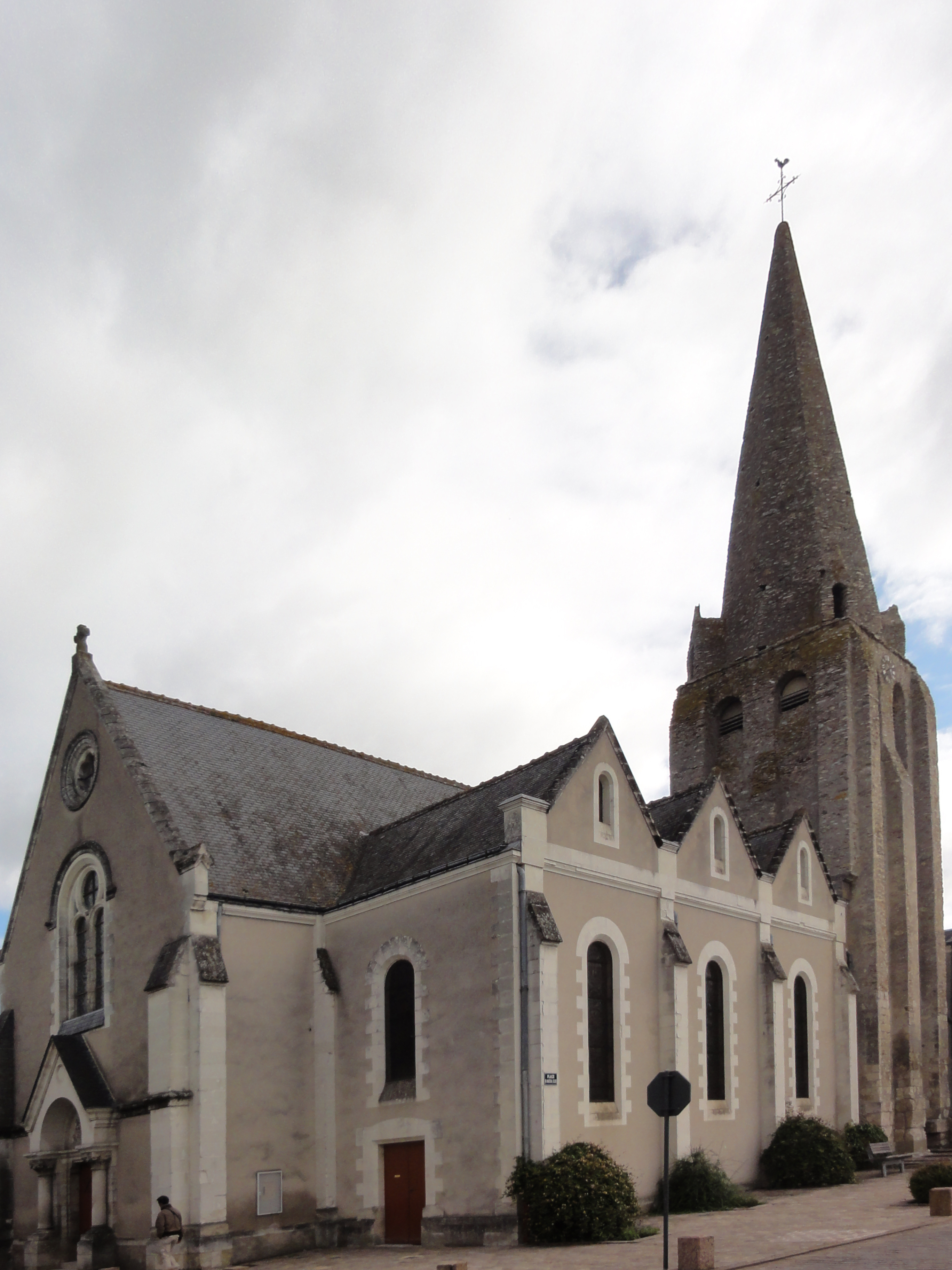

La piràmide de població per edats i sexe el 2009 era:
| Homes | Edats   | Dones |
| ----- | ------- | ----- |
| 0     | 95 o +  | 0     |
| 0     | 90 a 94 | 8     |
| 4     | 85 a 89 | 8     |
| 0     | 80 a 84 | 4     |
| 4     | 75 a 79 | 12    |
| 8     | 70 a 74 | 16    |
| 16    | 65 a 69 | 12    |
| 0     | 60 a 64 | 4     |
| 8     | 55 a 59 | 4     |
| 16    | 50 a 54 | 12    |
| 16    | 45 a 49 | 12    |
| 4     | 40 a 44 | 16    |
| 8     | 35 a 39 | 12    |
| 20    | 30 a 34 | 16    |
| 8     | 25 a 29 | 4     |
| 12    | 20 a 24 | 4     |
| 8     | 15 a 19 | 4     |
| 32    | 10 a 14 | 16    |
| 20    | 5 a 9   | 20    |
| 4     | 0 a 4   | 4     |

## Economia

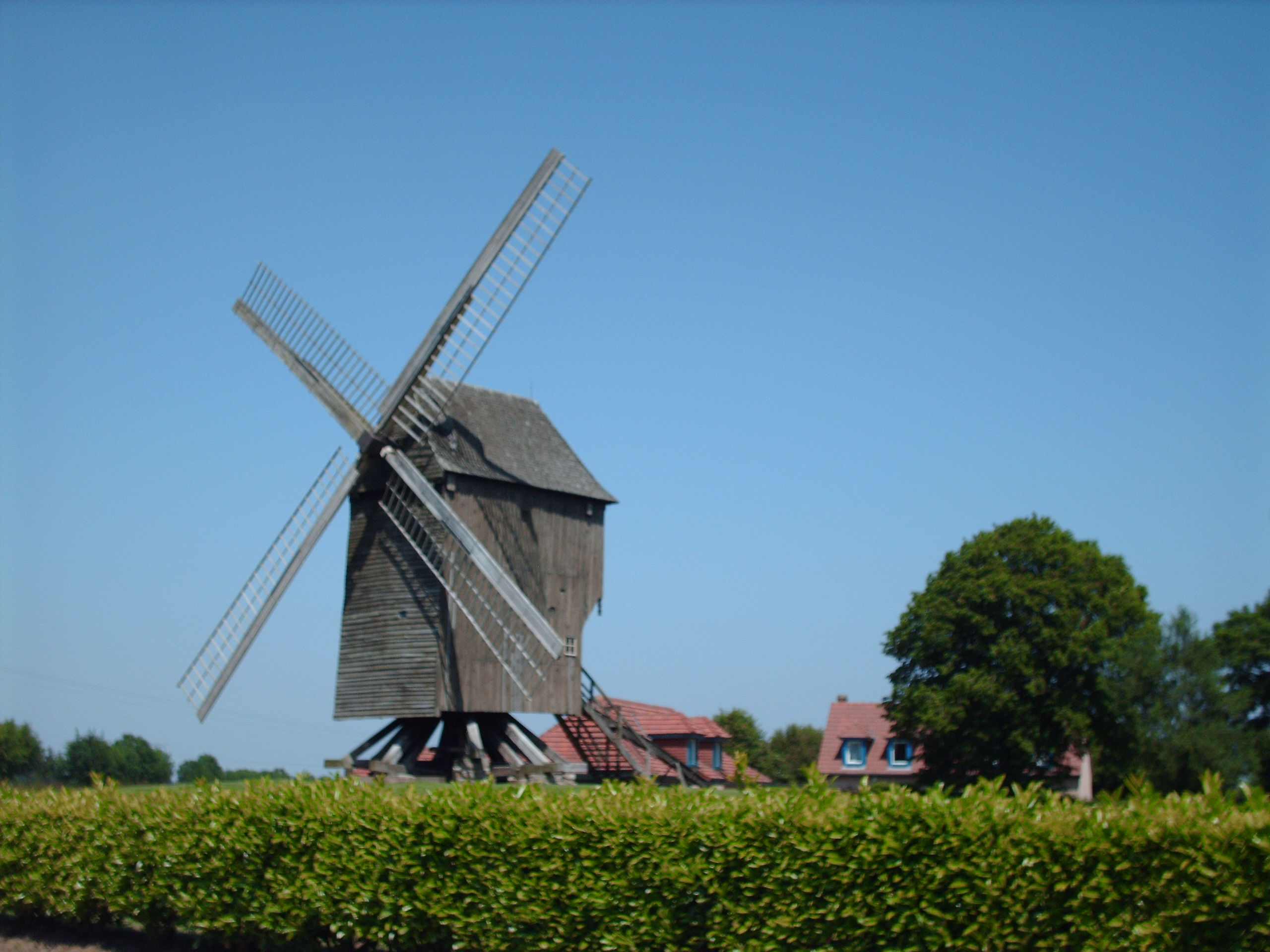

El 2007 la població en edat de treballar era de 258 persones, 180 eren actives i 78 eren inactives. De les 180 persones actives 171 estaven ocupades (92 homes i 79 dones) i 10 estaven aturades (4 homes i 6 dones). De les 78 persones inactives 27 estaven jubilades, 23 estaven estudiant i 28 estaven classificades com a «altres inactius».

### Ingressos
El 2009 a Saint-Maxent hi havia 156 unitats fiscals que integraven 402,5 persones, la mediana anual d'ingressos fiscals per persona era de 17.283 €.

### Activitats econòmiques

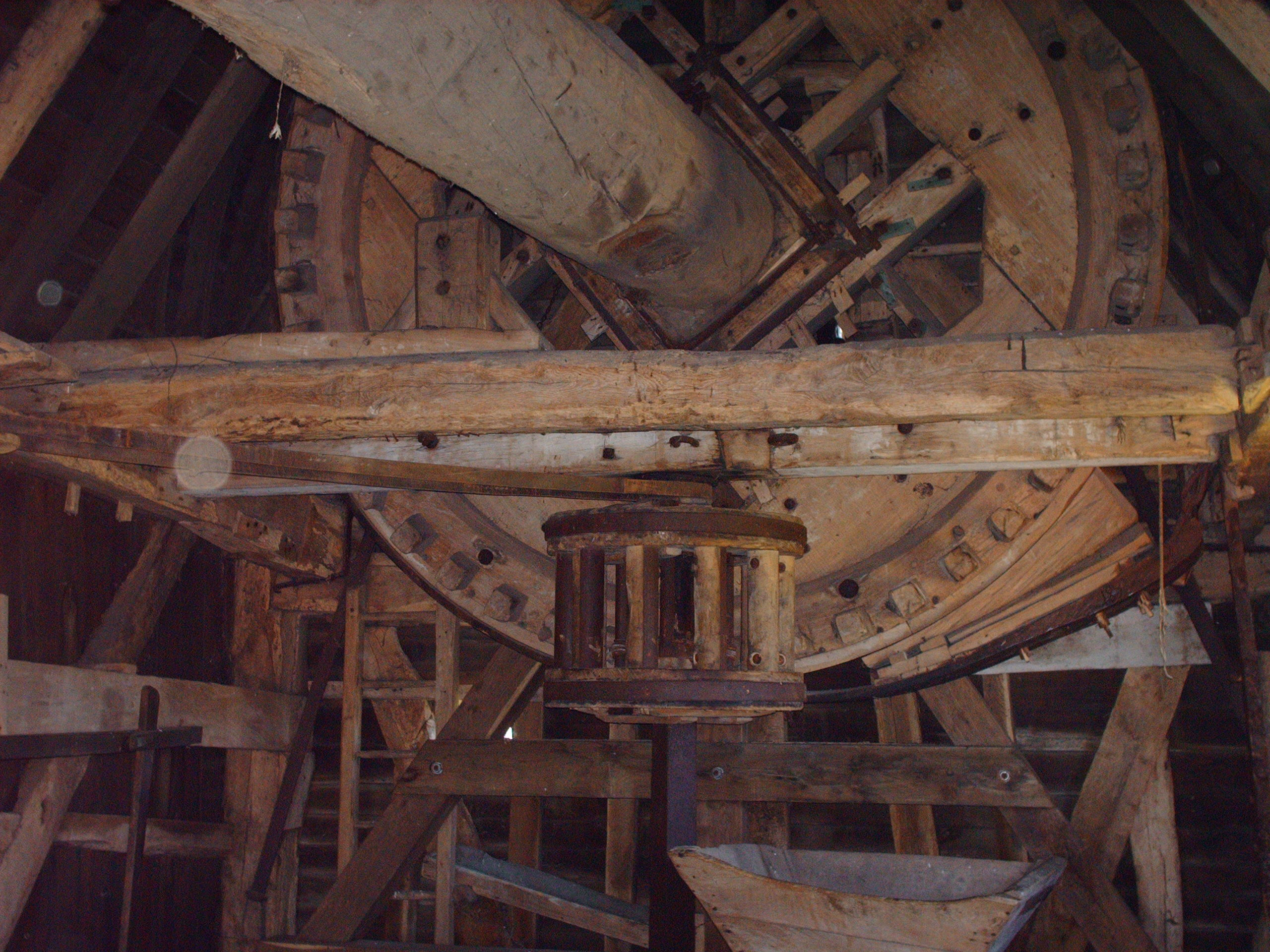

Dels 11 establiments que hi havia el 2007, 2 eren d'empreses de fabricació d'altres productes industrials, 3 d'empreses de construcció, 1 d'una empresa de comerç i reparació d'automòbils, 1 d'una empresa de serveis, 1 d'una entitat de l'administració pública i 3 d'empreses classificades com a «altres activitats de serveis».
Dels 4 establiments de servei als particulars que hi havia el 2009, 2 eren lampisteries i 2 perruqueries.
L'any 2000 a Saint-Maxent hi havia 9 explotacions agrícoles que ocupaven un total de 444 hectàrees.

## Equipaments sanitaris i escolars

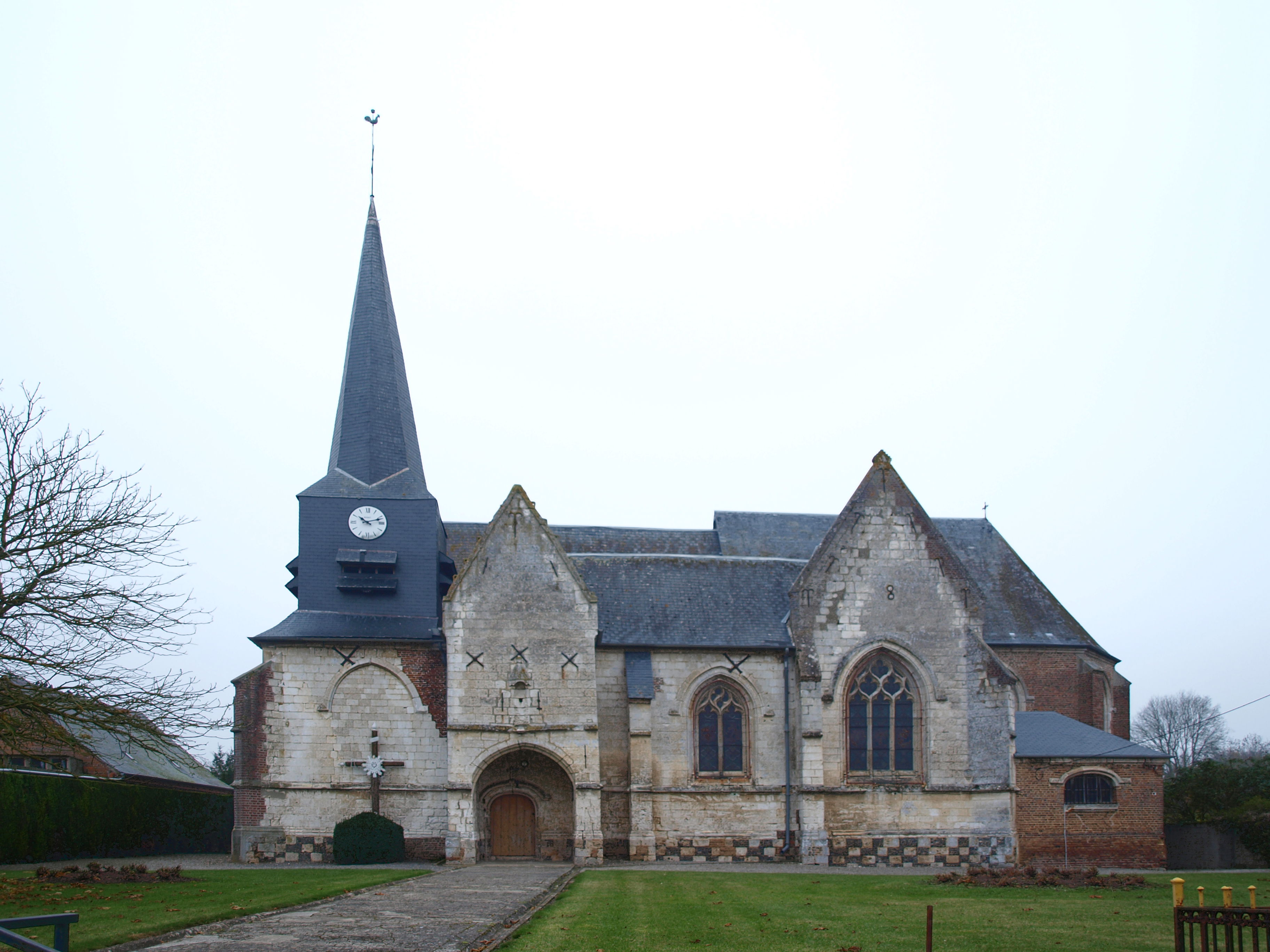

L'únic equipament sanitari que hi havia el 2009 era una ambulància.
El 2009 hi havia una escola elemental integrada dins d'un grup escolar amb les comunes properes formant una escola dispersa.

## Poblacions més properes

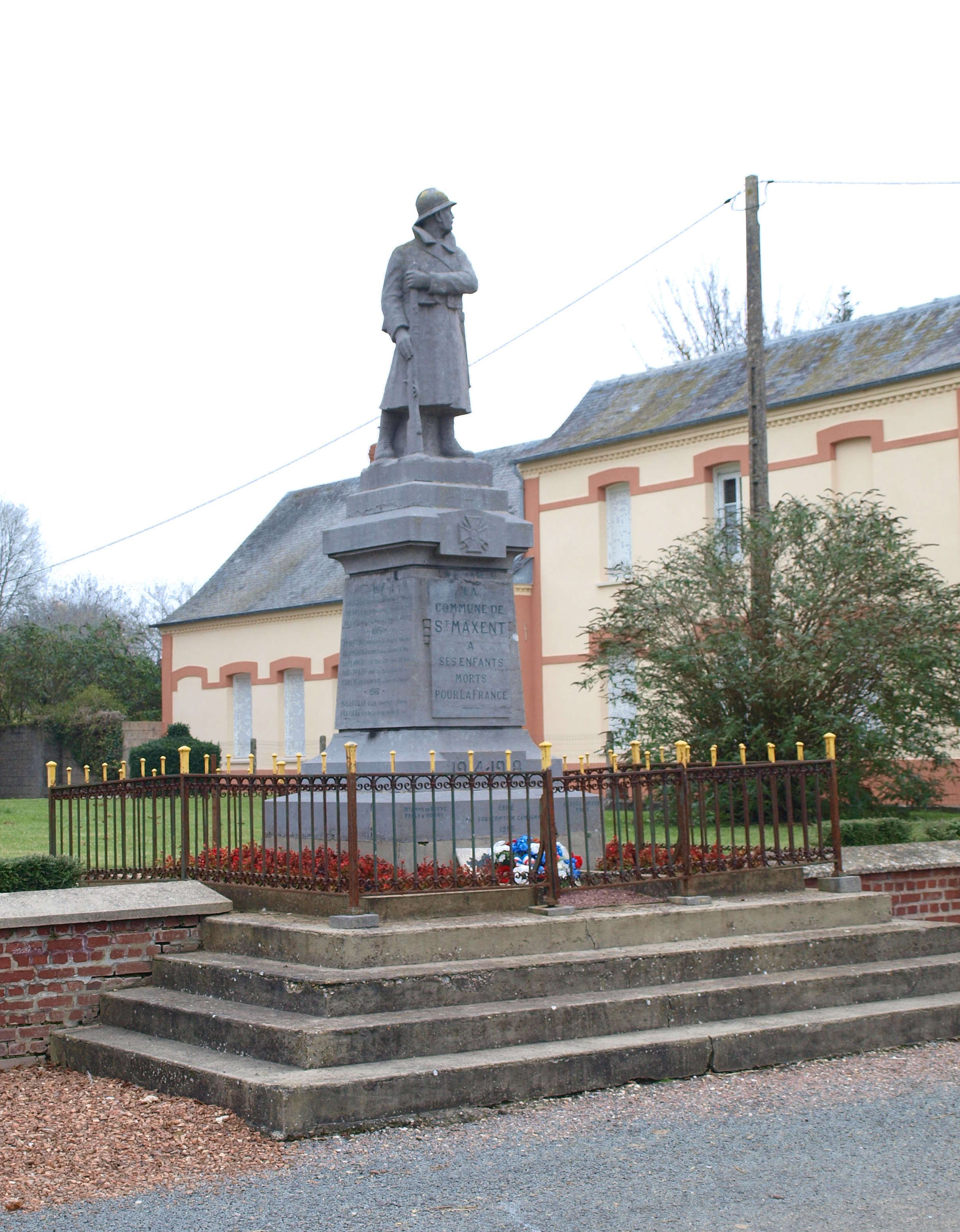

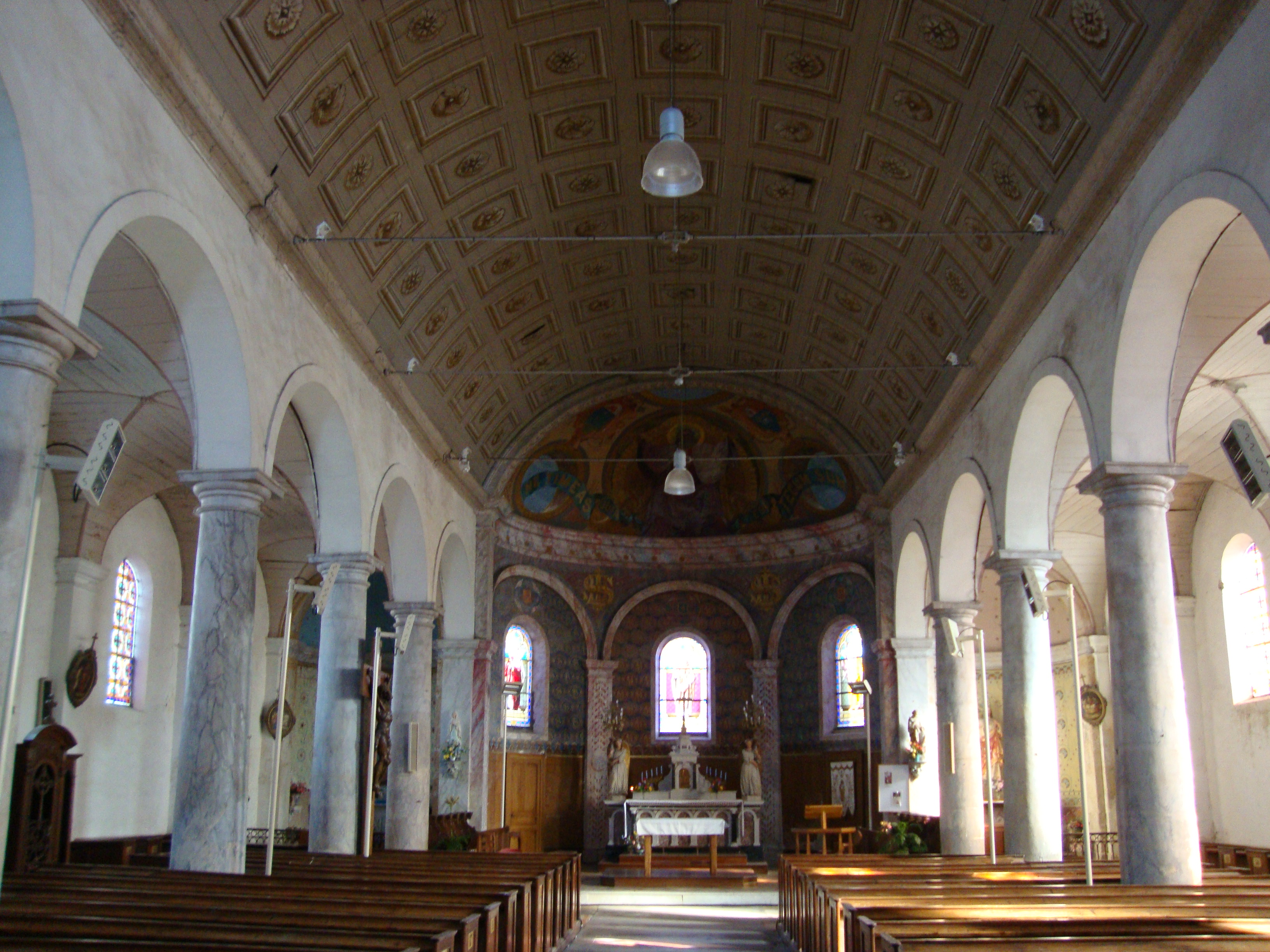

El següent diagrama mostra les poblacions més properes.